# Батрихтисы
Батрихтисы (лат. Batrichthys) — род морских лучепёрых рыб из семейства батраховых (Batrachoididae). Латинское название рода образовано от греч. βάτραχος — лягушка и ichthys — рыба. Представители рода распространены на юго-востоке Атлантического океана (южная оконечность Африки). Длина тела составляет от 10 до 12 см. Это придонные хищные рыбы, поджидающие добычу в засаде.

## Классификация
На январь 2018 года в род включают 2 вида:
- Batrichthys albofasciatus Smith, 1934 — Белополосый батрихтис[1]
- Batrichthys apiatus (Valenciennes, 1837) — Гологоловый батрихтис